# Ramiro de Maeztu

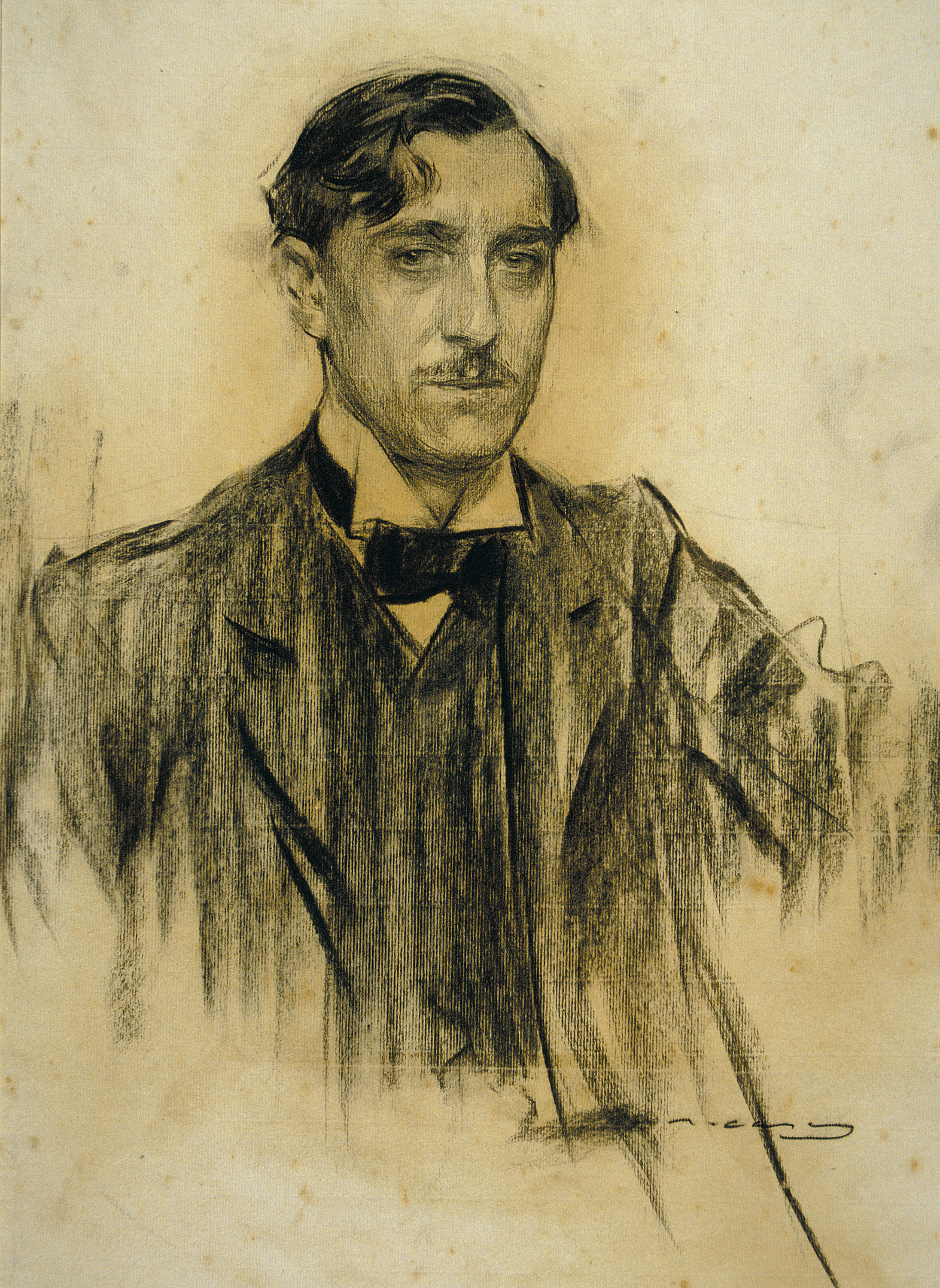
Ramiro de Maeztu, vist per Ramon Casas (MNAC).

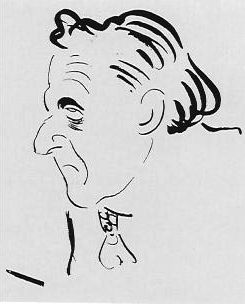
Caricatura de Ramiro de Maeztu publicada a la revista El Nuevo Mundo el 8 d'octubre de 1920.

Ramiro de Maeztu y Whitney (Vitòria, 4 de maig de 1875 – Aravaca, 29 d'octubre de 1936) primer comte de Maeztu, fou un diplomàtic i escriptor basc pertanyent a la Generació del 98, assassinat en començar la Guerra Civil Espanyola, en el curs d'una de les saques que elements del bàndol republicà van efectuar al Madrid posterior al cop d'estat de juliol de 1936.

## Biografia
Va néixer el 4 de maig de 1874 a Vitòria, fill de l'enginyer Manuel de Maeztu Rodríguez, un hisendat cubà d'origen navarrès que va conèixer la seva mare, Juana Whitney, nascuda a Niça filla d'un diplomàtic anglès, a París, i amb qui es va casar quan ella tenia setze anys. Del matrimoni van néixer cinc fills: Ramiro, Ángela, Miguel, la pedagoga María de Maeztu, i el pintor Gustavo de Maeztu.
La família es va establir a Vitòria. Aviat Ramiro queda orfe de pare i el 1894 s'enfonsaren els negocis de la família a Cuba per confusos problemes administratius (el pare, Manuel, vivia dels negocis derivats de la pertinença de Cuba a Espanya; la independència de Cuba va posar fi a les seves activitats).
Per poder fer front a la sobtada viudetat i a les necessitats dels seus fills, la seva mare Juana va marxar a Bilbao.
Ramiro va passar part de la seva joventut a París i a l'Havana dedicat a oficis diversos, i es va iniciar en el periodisme. Autodidacta i d'idees combatives, es va traslladar a Madrid el 1897, un fet decisiu en la seva vida literària, ja que va iniciar llavors una col·laboració important amb diferents periòdics i revistes, com Germinal, El País (editat de 1887 a 1921), Vida Nueva, La España Moderna o El Socialista, entre d'altres, amb una orientació socialista reformista. En aquests anys també dona inici a la seva amistat amb regeneracionistes i intel·lectuals, especialment amb Azorín i Baroja, amb qui va formar el grup conegut amb el nom de «Grup dels Tres» i va ser un exponent destacat de l'anomenada Generació del 98. En les seves col·laboracions de premsa, agrupades en bona part en el seu llibre Hacia otra España, examina les causes de la decadència espanyola, fa una crítica molt dura de la vida nacional i proposa una renovació d'estil europeista.
Entre 1905 i 1919 va residir en Bayswater, Londres, on va treballar com a corresponsal per 'La Correspondencia de España, Nuevo Mundo y Heraldo de Madrid. Va viatjar per França i Alemanya i va ser corresponsal de guerra durant la Primera Guerra Mundial a Itàlia entre 1914 i 1915. Aquest període constitueix la seva fase liberal i d'admiració per les institucions britàniques. Es va interessar per nombroses disciplines (filosofia, política o literatura), l'actualitat de les quals apropava al públic espanyol. Publica en anglès Authority, Liberty and Function in the Light of the War (1916), aparegut en castellà com La crisis del humanismo, on examina els conceptes d'autoritat i llibertat en la societat moderna.
Després del seu retorn a Espanya, el 1919, comença la seva desconfiança en la democràcia liberal i va quallant la seva evolució cap al tradicionalisme catòlic, que es va consumar durant la dictadura de Primo de Rivera, que va acceptar valorant-ne «els béns», entre els quals apreciava la unitat d'Espanya i la seguretat ciutadana. Durant aquest període va acceptar el càrrec d'ambaixador a l'Argentina (1928). Allí va tenir ocasió de tractar amb Zacarías de Vizcarra, l'introductor el 1926 de la idea de la «hispanitat» (que va proposar com a substitut de l'espuri terme raça), que Maeztu va assumir com a pròpia i després va abanderar. En aquests anys manté el seu concepte de decadència, essencial en l'actitud intel·lectual dels homes del 98, i intensifica la seva defensa dels valors catòlics i de les tradicions hispàniques.
Des dels dies previs a la proclamació de la Segona República Espanyola va col·laborar en el moviment i la revista Acción Española (que ell va proposar denominar Hispanidad'), i també en va escriure la presentació, que es va publicar sense signatura i va merèixer el Premi Luca de Tena atorgat pel diari ABC. Des del número 28 de la revista, Maeztu va figurar formalment com el seu director, i ho fou fins a l'últim número, el de juny de 1936.
En aquesta última fase el seu ideari intensifica la seva relació amb el vell pensament tradicionalista espanyol (Donoso Cortès, Menéndez Pelayo, etc.), i manté afinitats amb els teòrics de l'Integralisme lusità. Aquest ideari en pro de la civilització hispànica i catòlica, desenvolupat en els articles publicats a Acción Española, va ser recollit en el llibre Defensa de la Hispanidad, que es va convertir en la seva obra més influent i en exponent de la seva doctrina universalista. Va acabar militant a Renovación Española, partit polític des del qual es va significar per la seva oposició al règim de la República, en el qual va ser diputat a les Corts per Guipúscoa (1933-1935). El 1931 fou escollit membre de la Reial Acadèmia de Ciències Morals i Polítiques i el 1935 va ser admès com a membre de la Reial Acadèmia de la Llengua Espanyola.
A l'inici de la Guerra Civil Espanyola va ser detingut pels milicians republicans. Després d'haver estat empresonat a la presó de Ventas de Madrid el 30 de juliol de 1936, va ser afusellat al cementiri d'Aravaca el 29 d'octubre de 1936, víctima d'una de les sacas (trasllats i assassinats de presos) que van ocórrer durant la Guerra Civil.
Segons recull Josep Benet, Ramiro de Maeztu pensava que l'única solució a les reivindicacions catalanistes era la guerra.

## Obres
Principalment va ser un periodista encara que també va escriure una novel·la (La guerra del Transvaal) y una obra de teatre inèdita (El sindicato de las esmeraldas).
Els llibres Hacia otra España (1899), La crisis del humanismo (1919), Defensa de la Hispanidad (1934) i Defensa del Espíritu (pòstuma).
Assaigs: Don Quijote, don Juan y La Celestina (1939) i La brevedad de la vida en la poesía lírica española (1935), pronunciat com a discurs d'ingrés a la Reial Acadèmia Espanyola.